# A Máquina
A Máquina é um filme brasileiro de 2006, do gênero romance, dirigido por João Falcão, e baseado em livro de Adriana Falcão e em peça teatral do próprio diretor.

## Sinopse
A trama gira em volta de um rapaz chamado Antônio, que mora em uma cidade chamada Nordestina, que é muito pequena e nem existe no mapa. Os habitantes de Nordestina aos poucos vão, um a um, deixando a cidade em busca do "mundo".
Em determinado momento, Karina, por quem Antônio é completamente apaixonado, decide ir para o mundo em busca do seu sonho de ser atriz. Em uma tentativa de impedi-la, Antônio promete trazer o mundo à sua amada.

## Elenco
- Paulo Autran .... Antônio - no futuro
- Gustavo Falcão .... Antônio - jovem
- Mariana Ximenes .... Karina
- Vladimir Brichta .... José Onório
- Cristiane Ferreira .... Maria da Graça
- Fabiana Karla .... dona Nazaré
- Fernanda Beling .... Jéssica / Jennifer
- Fabrício Boliveira .... Valdene
- Val Perré .... Valdene - velho
- Mariz .... Stefano
- Osvaldo Mil .... seu Neco
- Euclides Pegado .... Antônio - 5 anos
- Prazeres Barbosa .... Prazeres
- Wagner Moura .... apresentador de TV
- Lázaro Ramos .... doido cético
- Aramis Trindade .... doido
- André Arteche .... doido
- Danilo Moreno .... doido
- Edmílson Barros .... doido
- Wendell Bendelack .... doido
- Zéu Britto .... doido
- Emílio Dante .... doido
- Luiz Guilherme Estellita Lins .... doido
- Márcio Machado .... doido
- Miguel Oniga .... doido
- Rodrigo Fagundes .... doido
- Aldri Anunciação .... repórter
- Jorge Caetano .... repórter alemão
- Renion Tun Jen .... repórter chinês
- Karina Falcão .... moça da BBC
- Ed Oliveira .... homem das chaves
- Felipe Koury.... homem do ventilador
- Marcelo Flores .... homem do relógio
- Diogo Brown .... baixista The Sconhecidos
- Ricco Vianna .... vocalista The Sconhecidos
- Daniel Mattos .... guitarrista The Sconhecidos
- Rick de La Torre .... baterista The Sconhecidos
- Antônio Van Ahn .... tecladista The Sconhecidos

## Produção
O enredo é todo alegórico e fantasioso e faz críticas aos formatos dos filmes de cinema. A história toda é narrada pelo personagem do Paulo Autran. O roteiro é baseado em livro de Adriana Falcão e em peça teatral de João Falcão. O filme foi produzido por Diler Trindade; a trilha sonora tem composições de Robertinho de Recife, DJ Dolores, Chico Buarque; e a fotografia é de Walter Carvalho; o desenho de produção é de Marcus Figueiroa; a direção de arte é de Marcos Pedroso; os figurinos são de Kika Lopes; e a edição é de Natara Ney.